# Llibreta d'adreces

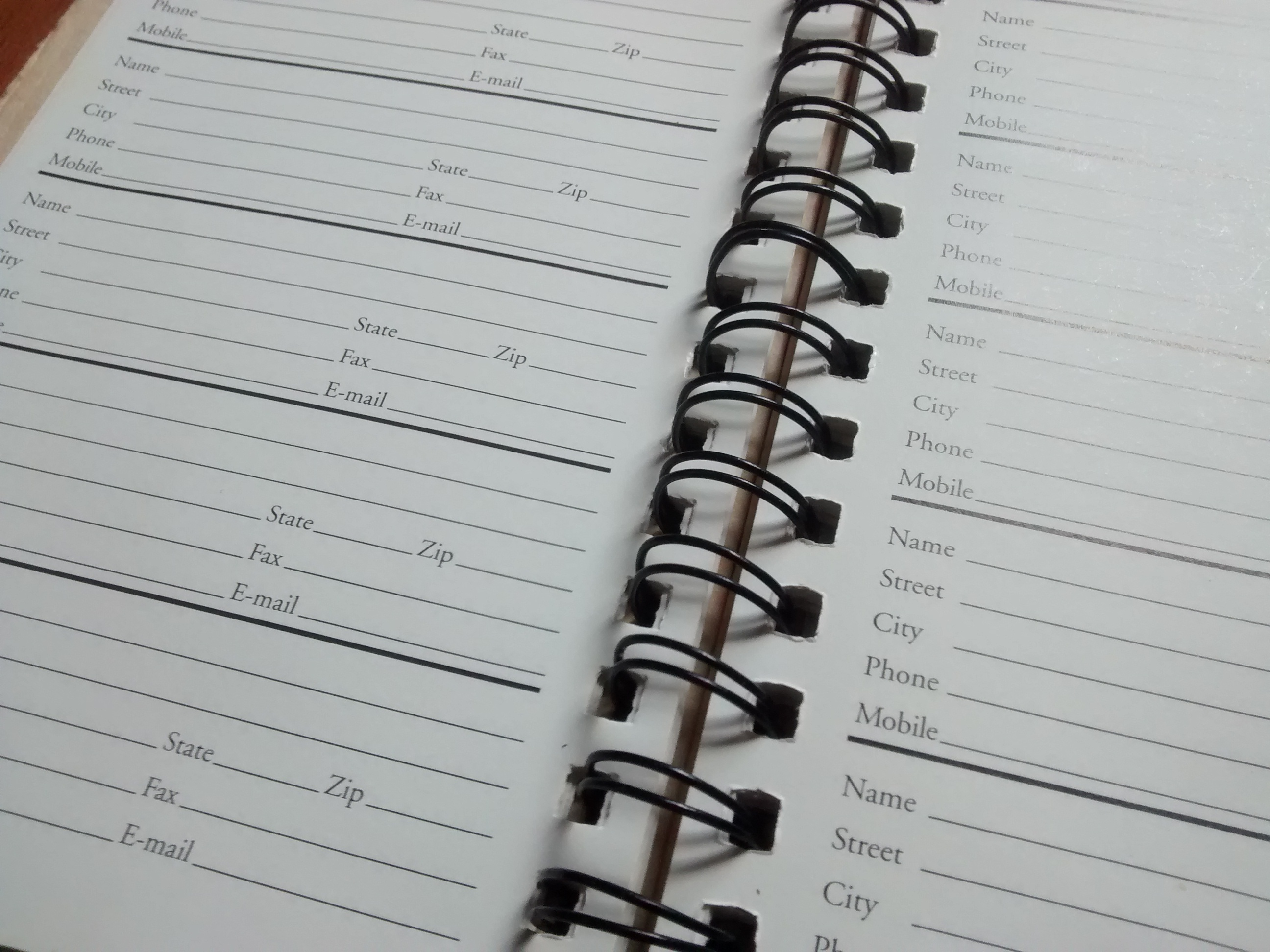
Una pàgina en blanc en una llibreta d'adreces de paper típica

Una llibreta d' adreces o una llibreta de noms i adreces és una llibreta o una base de dades utilitzada per emmagatzemar entrades anomenades contactes. Cada entrada de contacte normalment consta d'uns quants camps estàndard (per exemple: nom, cognom, nom de l'empresa, adreça, número de telèfon, adreça de correu electrònic, número de fax, número de telèfon mòbil). La majoria d'aquests sistemes emmagatzemen els detalls en ordre alfabètic dels noms de les persones, tot i que a les llibretes d'adreces en paper les entrades poden acabar fàcilment desordenades a mesura que el propietari insereix detalls de més persones o quan la gent es mou. Moltes llibretes d'adreces utilitzen enquadernadores d'anelles petites que permeten afegir, eliminar i remenar pàgines per fer espai.

## Llibreta negre
Als EUA, les llibretes d'adreces sovint s'anomenen " llibretes negres" per raó del canvi al servei telefònic de marcatge rotatiu. Els primers serveis telefònics utilitzaven operadors per connectar trucades; no obstant això, als anys 40 i 50, la Bell Telephone Company va introduir un servei de marcatge, pel qual els clients es feien responsables d'introduir directament els números de telèfon de destinació per fer una trucada. Per facilitar que els clients recordin els números de telèfon importants, la companyia telefònica va oferir un llibre negre petit i gratuït de números de telèfon perquè els subscriptors anotin els números de telèfon importants. La versió cinematogràfica de Kiss Me, Kate de 1953 presenta una escena musical en què el personatge d' Howard Keel lamenta la pèrdua de la vida social de la qual gaudia abans del matrimoni, anomenant nombroses trobades romàntiques femenines mentre consultava un llibre negre en miniatura, que ha donat lloc al trope d'un petit llibre negre que fa referència a una llista de parelles sexuals anteriors o potencials.

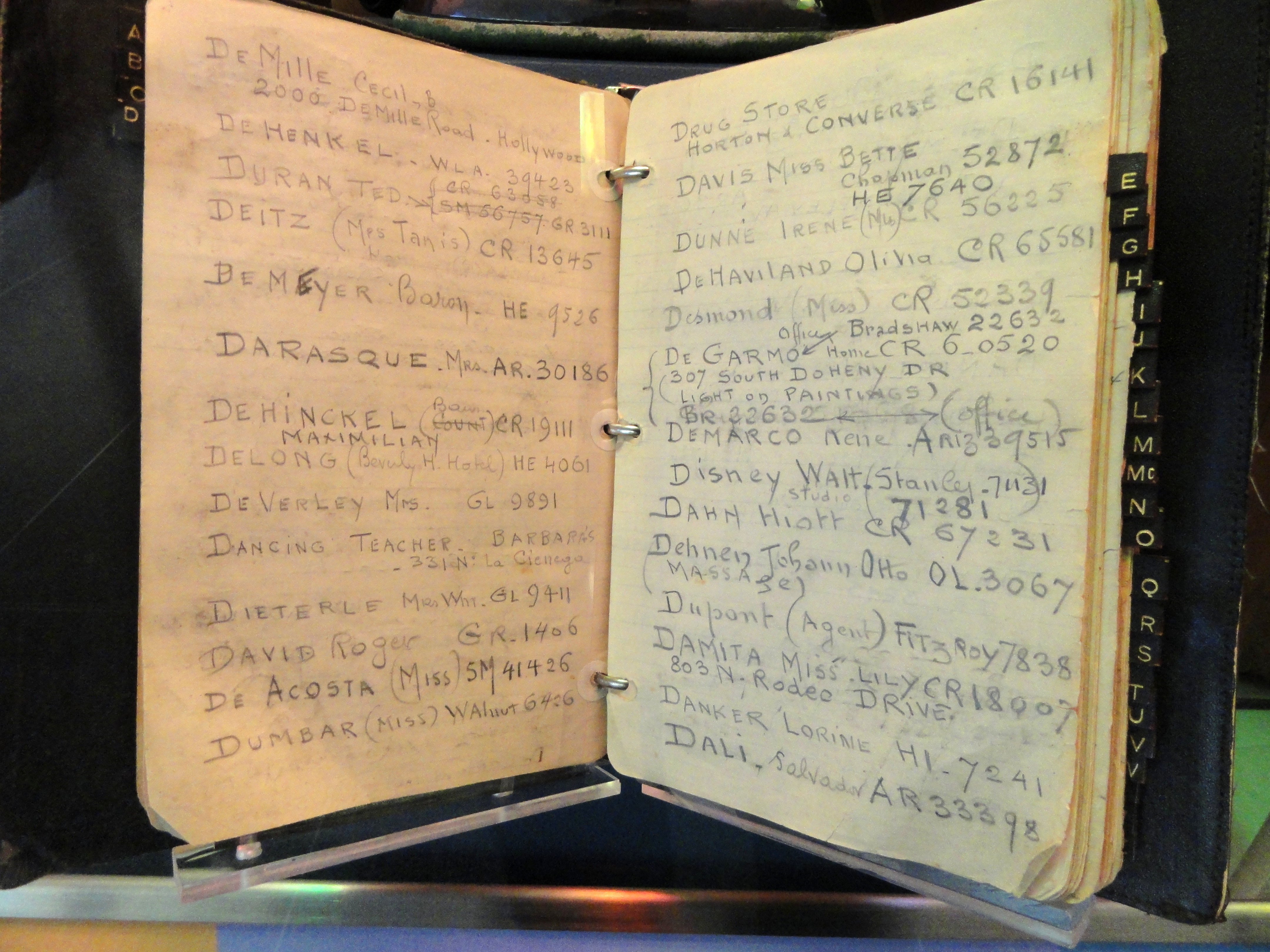
Llibreta d'adreces de Jack L. Warner exposada al Museu Nacional d'Història Americana

## Programa, "llibreta d'adreces"

Una icona de llibreta d'adreces digital

Les llibretes d'adreces també poden aparèixer com a programari dissenyat per a aquest propòsit, com ara l'aplicació "Llibreta d'adreces" inclosa amb el Mac OS X d'Apple Inc. Les llibretes d'adreces senzilles s'han incorporat al programari de correu electrònic durant molts anys, tot i que han sorgit versions més avançades a la dècada de 1990 i més enllà, i als telèfons mòbils.
Un gestor d'informació personal (PIM) integra una llibreta d'adreces, un calendari, una llista de tasques i, de vegades, altres funcions.
Les entrades es poden importar i exportar des del programari per transferir-les entre programes o ordinadors. Els formats de fitxer habituals per a aquestes operacions són:
- LDIF (*.ldif, *.ldi)
- Tabulació delimitada (*.tab, *.txt)
- Separat per comes (*.csv)
- vCard (*.vcf)

Les entrades individuals es transfereixen sovint com a vCards (*.vcf), que són comparables a les targetes de visita físiques . I algunes aplicacions de programari com Lotus Notes i Open Contacts poden gestionar un fitxer vCard que conté diversos registres vCard.

## Llibreta d'adreces en línia
Una llibreta d'adreces en línia normalment permet als usuaris crear la seva pròpia pàgina web (o pàgina de perfil), que després és indexada per motors de cerca com Google i Bing. Això, al seu torn, permet als usuaris ser trobats per altres persones mitjançant una cerca del seu nom i després contactar amb la seva pàgina web que conté la seva informació personal. La capacitat de trobar persones registrades a les llibretes d'adreces en línia mitjançant cerques en motors de cerca sol variar segons la comú del nom i el nombre de resultats del nom. Normalment, els usuaris d'aquests sistemes poden sincronitzar les seves dades de contacte amb altres usuaris que coneixen per garantir que la seva informació de contacte es mantingui actualitzada.

## Llibreta d'adreces de xarxa
Moltes persones tenen diferents llibretes d'adreces: els seus comptes de correu electrònic, el seu telèfon mòbil i les "llistes d'amics" dels seus serveis de xarxes socials. Una llibreta d'adreces de xarxa els permet organitzar i gestionar les seves adreces mitjançant una interfície i compartir els seus contactes a través de les seves diferents llibretes d'adreces i xarxes socials.